# Hyalomma aegyptium
Hyalomma aegyptium, también conocida como garrapata de tortuga, es una especie de garrapata dura del género Hyalomma, familia Ixodidae, orden Ixodida. Los estadios parasitarios de Hyalomma aegyptium se desarrollan frecuentemente en tortugas y algunos mamíferos y aves. Se le considera un parásito del ser humano.

## Distribución
Se distribuye por Asia: Israel y Afganistán.

## Taxonomía
Fue descrita por Linnaeus en 1758.